# شاهدة دير الزور القديمة

شاهدة يوسف العمر الشلهوم 1106 هـ.

شاهدة دير الزور القديمة هي شاهدة اسلامية لشخص يدعى يوسف العمر الشلهوم عثر عليها في حي الحويقة، يعود تاريخها إلى إلى 1106 هـ، 1694 م. تشير هذه القطعة الأثرية إلى أن دير الزور لم تخل من السكان عكس قرقيسيا ورحبة مالك بن طوق والرقة وماكسين وغيرها من المدن التي تم تهجير سكانها بعد الهجوم المغولي، ولم تعمر الا حديثا.